# 1737 na literatura

## Nascimentos
| Data          | Nome                      | Profissão           | Nacionalidade | Observações | Ref |
| ------------- | ------------------------- | ------------------- | ------------- | ----------- | --- |
| 19 de Janeiro | Bernardin de Saint-Pierre | escritor e botânico | França        | m. 1814     |     |
| 27 de Abril   | Edward Gibbon             | historiador         | Inglaterra    | m. 1794     |     |

## Mortes
| Data | Nome | Profissão | Nacionalidade | Observações | Ref |
| ---- | ---- | --------- | ------------- | ----------- | --- |